# Zbiornik retencyjny
Niektóre z zamieszczonych tu informacji wymagają weryfikacji.
Dokładniejsze informacje o tym, co należy poprawić, być może znajdują się w dyskusji tego artykułu.
 Po wyeliminowaniu niedoskonałości należy usunąć szablon [[Szablon:Dopracować|]] z tego artykułu.

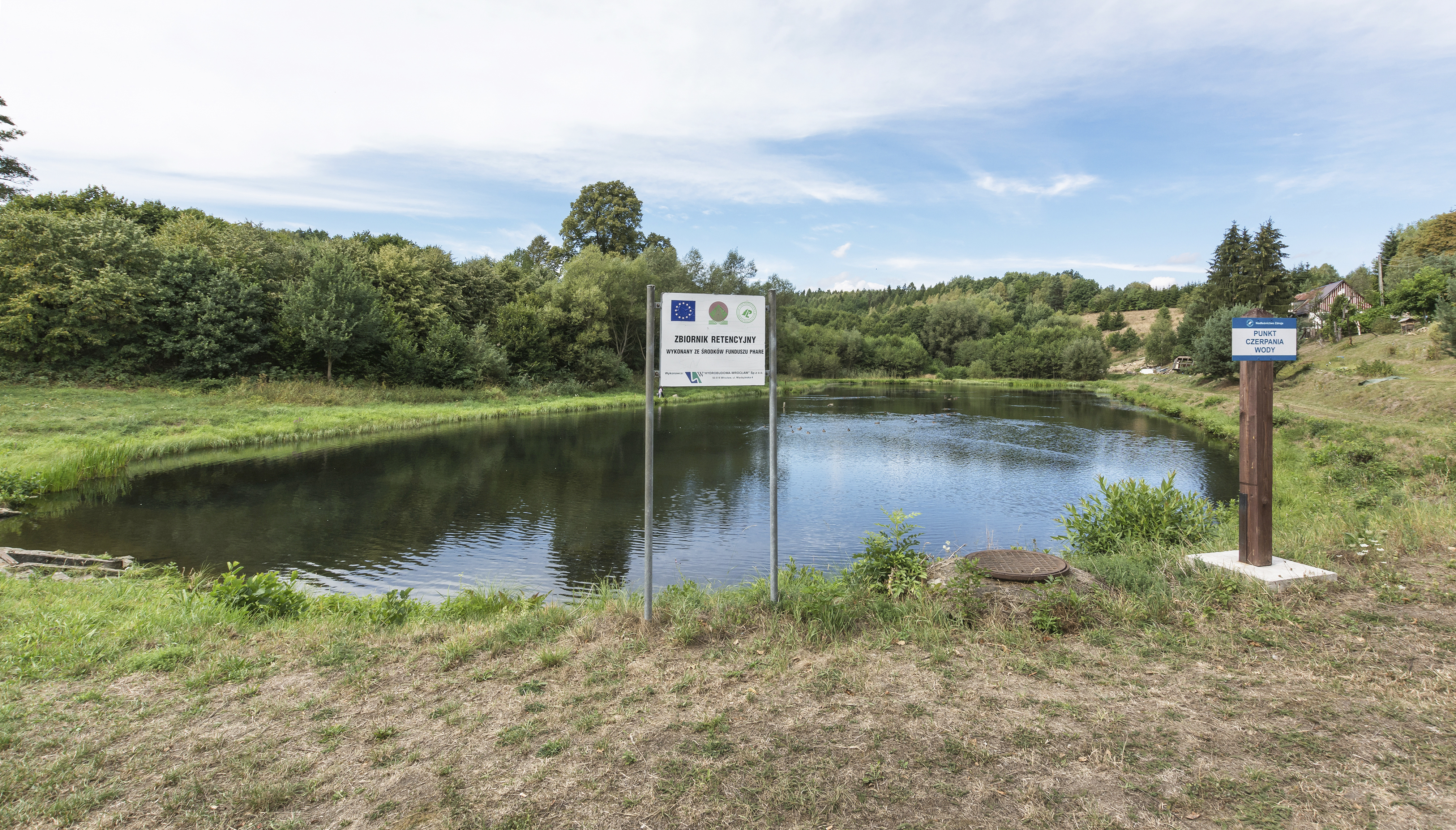
Zbiornik retencyjny w Chocieszowie

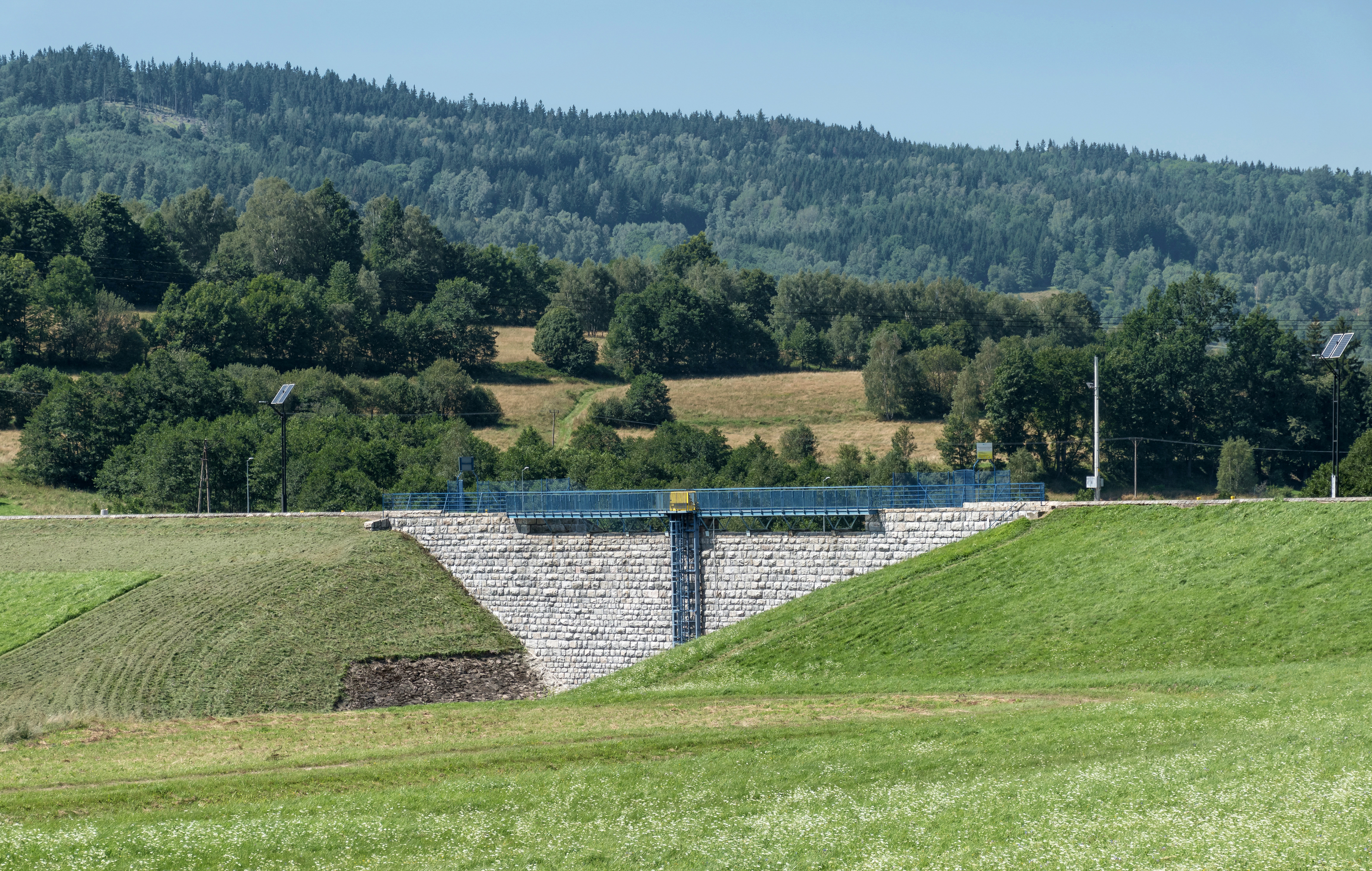
Zapora suchego zbiornika retencyjnego w Stroniu Śląskim

Zbiornik retencyjny (sztuczne jezioro zaporowe) – sztuczny zbiornik wodny, który powstał w wyniku zatamowania wód rzecznych przez zaporę wodną. Zazwyczaj powstają one w terenach górskich, gdzie koszt budowy zapory w węższej dolinie jest niższy. Zbiorniki te mogą pełnić wiele funkcji, w tym nawet kilka równolegle (np. funkcja energetyczna i przeciwpowodziowa, funkcja zaopatrzenia w wodę i rekreacyjna).

## Funkcje zbiorników retencyjnych
Podstawowe funkcje zbiorników retencyjnych to:
- gromadzenie wód na potrzeby ludności i przemysłu,
- wykorzystanie energii wodnej (hydroenergetyka),
- ochrona przed powodziami lub utrzymanie żeglowności rzeki poprzez zmniejszenie nieregularności przepływów wody,
- podniesienie przepływów niżówkowych poniżej piętrzenia,
- wykorzystanie w celach irygacyjnych,
- rozwój turystyki, rekreacji i sportu.

W odniesieniu do zbiorników retencyjnych nie powinno używać się terminu jezioro, zarezerwowanego dla naturalnych zbiorników wodnych.

## Podział zbiorników sztucznych
Wyróżnia się następujące rodzaje zbiorników sztucznych:
1. Zbiorniki retencyjne – zbiorniki, których zadaniem jest magazynowanie wody w okresach jej nadmiaru w celu wykorzystania jej w innym okresie. Zbiorniki retencyjne charakteryzują się dużymi różnicami poziomów wody. Wahania stanów zależą od wielkości dopływu wody ze zlewni oraz od potrzeb gospodarczych użytkowników.
2. Zbiorniki wyrównawcze – specyficzny rodzaj zbiorników, funkcjonują one jako zbiorniki pomocnicze przy dużych zbiornikach retencyjnych. Głównym zadaniem zbiorników wyrównawczych jest magazynowanie tzw. przepływów szczytowych ze zbiorników retencyjnych celem ich wyrównania.
3. Zbiorniki przepływowe – powstają w wyniku przegrodzenia rzek jazami, których zadaniem jest utrzymanie w zasadzie stałego poziomu piętrzenia. Typowe zbiorniki przepływowe mają bardzo małe zdolności retencyjne i charakteryzują się w zasadzie stałym poziomem piętrzenia.
4. Zbiorniki suche – zbiorniki przeciwpowodziowe. Budowle piętrzące, tworzące zbiorniki suche mają urządzenia upustowe bez zamknięć. Rzeka swobodnie przepływa przez czaszę zbiornika i urządzenia upustowe, do czasu gdy przepływ staje się większy od zdolności przepustowych stopnia. Większe dopływy są magazynowane w zbiorniku, aż do osiągnięcia maksymalnego piętrzenia. Po przejściu fali powodziowej następuje samoczynne stopniowe opróżnienie się zbiornika. Pomiędzy przejściami fal powodziowych czasze zbiorników najczęściej są wykorzystywane jako pastwiska.
5. Zbiorniki przeciwpożarowe – zbiorniki przeciwpożarowe, stosunkowo niewielkie zbiorniki w aglomeracjach miejskich i na terenach z deficytem wody.

## Przykłady zbiorników retencyjnych

### Polska
W Polsce istnieje około stu retencyjnych zbiorników wodnych o pojemności powyżej 1 hektometra sześciennego, z czego blisko połowa uruchomiona została przed II wojną światową. Najstarszym z nich, uruchomionym w 1848 roku jest zbiornik Zapora na rzece Brdzie.

### Świat
Do ważniejszych zbiorników świata należą: Nasera (Egipt/Sudan), Wolta (Ghana), Kariba (Zimbabwe/Zambia), Brokopondo-Prof. van Blommesteina (Surinam), Mead (Stany Zjednoczone), Dongting Hu (Chiny).